# Nkoranza South
Nkoranza South är ett distrikt i Ghana.   Det ligger i regionen Brong-Ahaforegionen, i den centrala delen av landet, 280 km nordväst om huvudstaden Accra.